# بورت دو إيطاليا (مترو باريس)
بورت دو إيطاليا (بالفرنسية: Porte d'Italie)‏ هي محطة مترو تابعة لمترو باريس تقع في فرنسا في الدائرة الثالثة عشرة في باريس.[بحاجة لمصدر]